# Pocosin
Pocosin ist die Bezeichnung für eine in Nordamerika vorkommende Form sumpfiger Feuchtgebiete bzw. Moore mit tiefgründigen, sauren, sandigen und torfigen Böden. Das Wort Pocosin ist wahrscheinlich der Östlichen Algonkin-Sprachfamilie entlehnt.

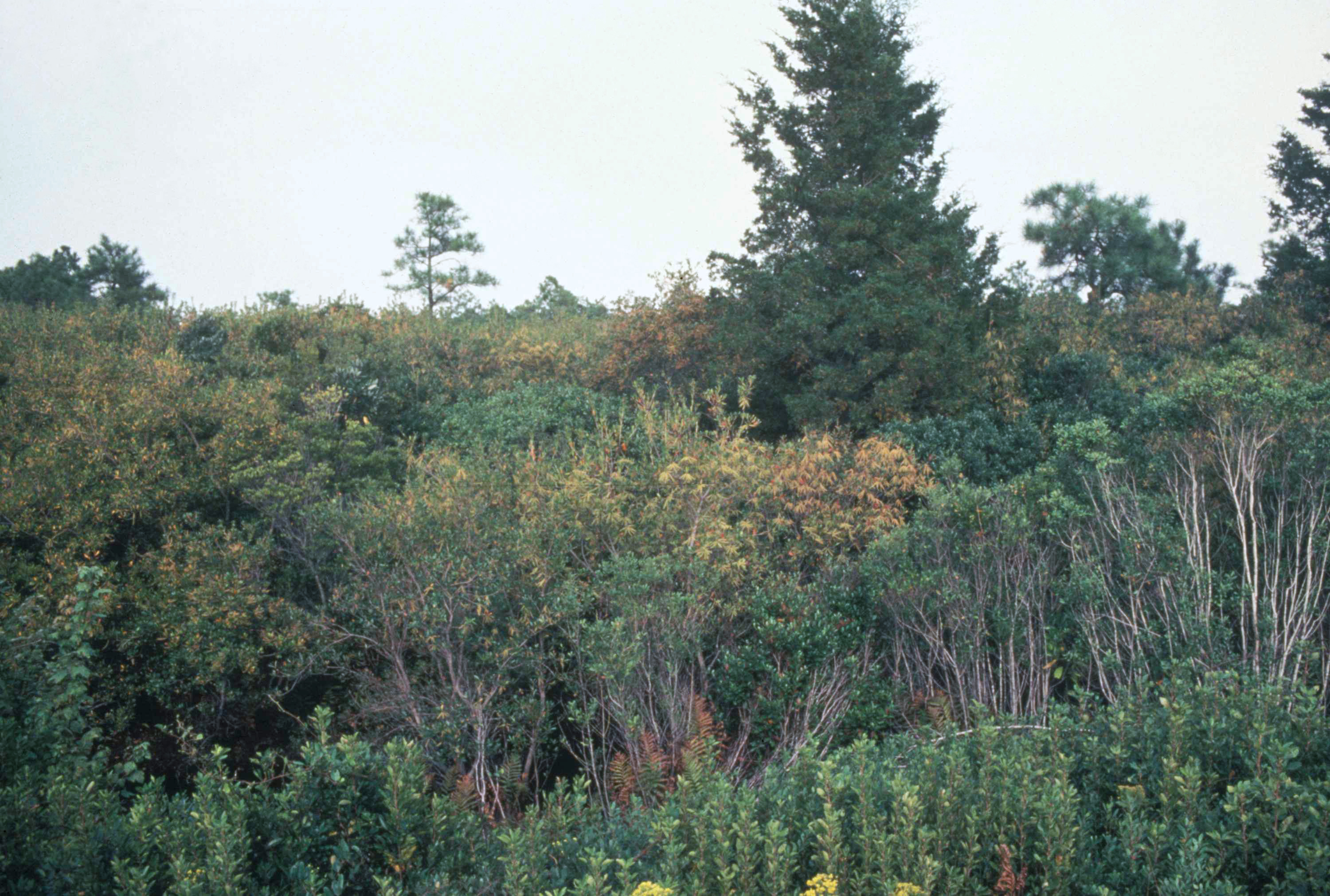
Ein Pocosin-Feuchtgebiet in North Carolina

## Vorkommen und Boden
Pocosine kommen in der atlantischen Küstenebene Nordamerikas vor (die sich von Florida bis Delaware erstreckt), dort speziell auf schlecht entwässerten Anhöhen zwischen Fließgewässern oder Flussauen. Der Boden von Pocosinen ist, abgesehen von kurzen jahreszeitlich bedingten Trockenphasen bzw. nach langen Dürreperioden, durch Grundwasser gesättigt. Pocosin-Böden weisen ein Nährstoffdefizit auf (sie sind oligotroph), insbesondere im Hinblick auf Phosphor. Aufsteigendes Grundwasser sorgt für regelmäßige Überflutungen. Pocosine liegen häufig über sogenannten schwebenden Grundwasserspiegeln oberhalb stauender, wasserundurchlässiger Bodenschichten.

## Vegetation
Gekennzeichnet sind Pocosine vielfach durch strauchförmige Vegetation. Sie werden daher manchmal auch als '"shrub bogs" bezeichnet. Unter den vorkommenden Baumarten dominiert Pinus serotina, aber auch die Weihrauch-Kiefer und die Sumpfkiefer können mit Pocosin assoziiert sein.
Teilweise wird zwischen "short pocosins" (mit kurzwüchsigem Baumbestand, tiefgründigem Torf und geringem Gehalt an Bodennährstoffen) und "tall pocosins" unterschieden (letztere mit größeren Bäumen, flacheren Torfschichten und höherem Nährstoffgehalt). Mit abnehmender Häufigkeit völliger Wassersättigung und geringerer Mächtigkeit des Torfhorizontes gehen Pocosine in einen kieferndominierten Waldtyp (sog. "Flatwoods") über. Eine weiter gefasste Definition von "Pocosin" bezieht alle mit Sträuchern oder Bäumen bestandenen Moorflächen in der atlantischen Küstenebene Nordamerikas ein, ebenso wie Standorte mit Chamaecyparis thyoides und Weihrauch-Kiefer. Eine engere Definition beschränkt Pocosine auf strauchige "short pocosins" und mit Pinus serotina bestandene "tall pocosins".

## Anpassung an Feuer
Pocosin-Ökosysteme sind an regelmäßige Brände angepasst. Pinus serotina entlässt als sogenannter Pyrophyt die Samen erst aus den Zapfen, wenn durch Feuer ein geeignetes Keimbett geschaffen wurde. Waldbrände in Pocosinen können sehr intensiv sein und sich manchmal tief in die Torfschicht einbrennen, was letztlich zur Ausbildung kleiner Seen und Teiche führt.
Treten Waldbrände etwa einmal pro Jahrzehnt auf, wird dadurch Pinus serotina begünstigt und oft zur dominierenden Baumart, während im Unterwuchs Schilfbestand (Gattung Arundinaria) gegenüber Buschwerk gefördert wird. Häufigere Feuer führen zu einem durch Pyrophyten geprägten, strauchigen Unterwuchs. Jährliche Feuer verhindern das Wachstum von Sträuchern und reduzieren die Bedeckung durch Pinus serotina, so dass eine zeitweilig überschwemmte Savanne mit Süß- und Sauergräsern und einer krautigen Unterschicht entsteht.